# Тереблянське родовище кам'яної солі
Тереблянське родовище кам'яної солі розташоване на східній околиці с. Теребля Тячівського району Закарпатської області.

## Опис
Тереблянське родовище солі розроблялось в кінці XVIII — на початку XIX ст. До 2023 року воно було на консервації. Це родовище приурочене до склепінної частини Данило-Тереблянської антиклінальної структури і пов'язане з тереблянським соляним штоком. Запаси солі на родовищі значні. Підрахунки лише по одній ділянці до абсолютної відмітки 230 м по категоріях А2 + В + С1 + С2 показали, що запаси солі становлять 1395328 тис. т. Однак якість солі дуже непостійна.
5 березня 2015 року в Державній комісії по запасах корисних копалин при Державній службі геології та надр розглянуто і затверджено матеріали попередньої геолого-економічної оцінки Терблянського родовища кам'яної солі. Загальна кількість запасів на час надання спеціального дозволу на користування надрами складає за категорією C1 15535 тис. т, за категорією C2 (з невизначеним промисловим значенням) — 550402 тис. т.
27 липня 2023 року, під час розробки родовища було видобуто першу сіль. Після геологічних досліджень у даному регіоні було виявлено соляний пласт, котрий починається із 35 до 500 метрів. Родовище зможе забезпечити 100 % потреб держави в технічній солі, зокрема під час зими. На сьогодні вони оцінюються в приблизно 450 тис. тонн на сезон. У перспективі родовище зможе забезпечити 100 % потреб України.

## Геологічна характеристика
Тереблянське родовище кам'яної солі розташоване в межах східної частини Закарпатського внутрішнього прогину.
Найбільшу частину прогину займає Центральна зона. Визначними структурами зони є Данилово-Тереблінська та Солотвинсько-Тячівська антикліналі, в ядерній частині яких виходять відклади тереблінської та солотвинської світ, часто прорвані штоками (діапірами) солі, яка місцями виходить на денну поверхню (в смт. Солотвино), або перекрита тільки четвертинними відкладами (с.с. Олександрівка, Данилове, Теребля).
В геологічній будові родовища беруть участь відклади неогенової системи, які практично повсюдно перекриваються відкладами четвертинної системи.
Підраховані попередні запаси кам‘яної солі на площі першочергової ділянки до горизонту -230 м. Підраховані запаси ділянки першочергової розробки (в межах блоку I-С1-1) на площі 58,7 га складають 15 575 тис. т. Враховуючи проектні та експлуатаційні втрати, видобувні запаси першочергової ділянки складуть — 6 230 тис. т (40 %).
Корисна копалина придатна як сіль для промислової переробки (ДСТУ 4246:2003), що застосовується для різних галузей промисловості: металургійної, нафтогазової, енергетичної, хімічної, целюлозно-паперової, текстильної і т. ін.

## Історія родовища
На західній околиці села Теребля Тячівського району розташоване озеро Солоне — гідрологічна пам'ятка природи місцевого значення. Раніше у цій місцині були соляні копальні. Адже під усім селом тягнеться великий пласт кам'яної солі. Є місця, де можна розкопати сіль навіть на глибині 16 метрів.
За легендою, у середні віки сіль у Тереблі видобували поселенці сучасного Буштина та в'язні Хустського замку. До середини XIV ст. «біле золото» видобували з ям глибиною близько 25-30 метрів, в яких будувались своєрідні сходинки по схилу. Згодом німецькі колоністи внесли ряд вдосконалень у цей процес: у XV ст. були споруджені конусні ями глибиною до 150—200 метрів.
Закрили шахти, імовірно, на початку ХІХ ст. — не тому, що вони були малопродуктивні, а через те, що весняні і осінні води часто підтоплювали копальні.
Про наявність великих соляних багатств свідчать і бурові розвідки, що проводилися в 50-х роках ХХ ст. не тільки навколо села, а й на території присадибних ділянок у самому центрі. Тоді буровики всюди шукали нафту, а знаходили сіль, мінеральні та термальні води.
Тереблянське родовище кам‘яної солі розвідано вперше в 1955 році. Розробка родовища передбачалась методом підземного вилуговування.
В 1965 році з метою уточнення якісних показників солі як сировини для отримання хлору проведена дорозвідка родовища.
В 2014 р. ПП «Геобурпроект» за завданням ТОВ «Катіон Інвест» було оновлено топографічний план родовища, проведена камеральна обробка матеріалів геологічних досліджень попередніх років та переоцінка запасів, складено ТЕД доцільності розробки родовища. Запаси Тереблянського родовища апробовано ДКЗ України.